# Mad (revista)
Mad (estilizado como MAD) fue una revista mensual humorística estadounidense con gran despliegue estético basada en una sátira de la cultura pop estadounidense. La revista fue creada por William M. Gaines en octubre de 1952. Suspendió su publicación mensual regular de material nuevo en 2018. Por ella han pasado grandes ilustradores y guionistas, siendo el leitmotiv de la revista, satirizar los productos de consumo de la sociedad estadounidense, especialmente los referidos a los productos de los medios de comunicación. Sin embargo, y a pesar de ser una revista estadounidense para un público estadounidense, su presencia ha sido apreciada por lectores de otros idiomas.
A lo largo de su existencia, el estilo y la temática han ido variando para adaptarse a los gustos del público. Ha enfrentado también muchos juicios por diversos motivos, lo cual dio lugar a ediciones satirizándose a sí misma sobre tal situación.
Desde 1952 hasta 2018, Mad publicó 550 números de manera regular, así como cientos de "Especiales" (reimpresiones), libros de bolsillo con material original, recopilaciones de reimpresiones y otros proyectos impresos. La numeración de la revista volvió al # 1 con su número de junio de 2018, coincidiendo con el traslado de la sede de la revista a la costa oeste de los Estados Unidos. A finales de 2019, Mad redujo drásticamente su producción de contenido nuevo y dejó de distribuir en los puestos de revistas, quedando disponible solamente a través del mercado directo y las suscripciones. En 2020, la revista cambió a un formato casi exclusivamente de reimpresión.

## Trayectoria

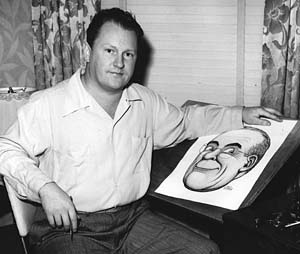
Basil Wolverton, uno de los autores de la revista, en 1950.

El primer número apareció en las calles de Nueva York en octubre de 1952, con guion y edición de Harvey Kurtzman. En sus inicios el nombre original fue "Tales calculated to drive you MAD" (en español: Cuentos calculados para volverte DEMENTE), siendo la última palabra la que terminó siendo la más representativa. Más tarde, en 1956, para personalizar un poco el cómic, se diseñó un ícono -presentador o mascota-, al cual lleva el nombre de Alfred E. Neuman, cuyo rostro típico del estadounidense promedio (aunque más de campo que de ciudad) hacía que la revista se convirtiera al mismo tiempo en un producto típico de la cultura estadounidense, aunque se satirizara a sí misma.
Dada la crisis sufrida por el resto de publicaciones de EC Comics, Gaines se dedicó en exclusiva a editar las revistas MAD y Panic!. Así, aplacaba a su editor, Harvey Kurtzman, que había recibido una oferta de trabajo de la revista "Pageant", pero prefería seguir a cargo de su propia revista. El cambio de MAD de comic book a revista hizo que ya no estuviera bajo la sombra del Comics Code. Mientras que ningún comic book de EC duró más de seis años, MAD ha sido publicada ininterrumpidamente durante más de 50 años.
Finalmente, Kurtzman duró poco en MAD, ya que abandonó cuando Gaines no quiso darle el 51% de control de la revista. Entonces, Gaines trajo a Al Feldstein como sustituto. Tras esto, la revista disfrutó de un éxito sin rival durante décadas, siendo una de las fuerzas satíricas más poderosas de Estados Unidos del siglo XX.
La edición más vendida fue la número 161, con la portada La Aventura del Poseidón, con más de dos millones de copias vendidas.
Durante un tiempo la revista cayó en manos de una administración que comenzó a distorsionar los dibujos y los temas, dando lugar a la aparición de personajes que después se conocieron como "Garbage" (Pandilla Basura en Hispanoamérica), originando el enérgico rechazo de las familias hispanas. Posteriormente y a consecuencia se cambió la administración, y la revista volvió a su clásico estilo.
En junio de 1992, William M. Gaines, fundador y editor de la revista, murió en su apartamento en la ciudad de Nueva York.
En 1998 se pusieron a la venta los archivos digitalizados de todas las ediciones de la revista, desde su primera publicación en 1952 hasta aquella fecha. El pack de CDs incluía un rollo de papel higiénico con ilustraciones de sus reconocidos caricaturistas.
En marzo de 2001, la revista cambió de formato y colores, y los críticos opinaron que William M. Gaines estaba "revolcándose en su tumba", pero -en un alarde de su estilo- la revista desmientió esto, aclarando que el fundador fue incinerado. Es más -añaden-, su asistencia a las oficinas es mejor que cuando estaba vivo.
A partir del número 500, en junio de 2009, la revista se transformó en una pubñlicación trimestral y se aumentó el número de páginas de 48 a 56; esto, debido a los problemas económicos causados por la recesión y la baja de lectores. Recuperó terreno de nuevo, ya que DC Comics cambió su periodicidad a bimestral en marzo de 2010 (#503), sin reducir el número de hojas.
En septiembre del 2018 la revista fue comprada por Marc Benioff en conjunto con otras revistas de la familia de Time Inc. separándose después de una larga trayectoria de años con DC Comics siendo ahora parte de la compañía Meredith Corporation.

## Influencia
Aunque existen antecedentes del estilo de humor de Mad en la prensa, la radio y el cine, Mad se convirtió en un ejemplo emblemático del mismo. A lo largo de la década de 1950, Mad presentó parodias innovadoras que combinaban un afecto sentimental por los elementos básicos de la cultura estadounidense -como Archie y Superman- con un agudo placer por exponer la falsedad que se escondía tras la imagen. Su enfoque fue descrito por Dave Kehr en The New York Times: "Bob Elliott y Ray Goulding en la radio, Ernie Kovacs en la televisión, Stan Freberg en los discos, Harvey Kurtzman en los primeros números de Mad: todos esos humoristas pioneros y muchos otros se dieron cuenta de que el mundo real importaba menos a la gente que el mar de sonidos e imágenes que los cada vez más poderosos medios de comunicación de masas bombeaban a las vidas estadounidenses. " Bob y Ray, Kovacs y Freberg se convirtieron en colaboradores de Mad.
En 1977, Tony Hiss y Jeff Lewis escribieron en The New York Times sobre el efecto inicial de la publicación, que entonces tenía 25 años:

La escéptica generación de niños que formó en los años 50 es la misma generación que, en los 60, se opuso a una guerra y no se sintió mal cuando Estados Unidos perdió por primera vez y que, en los 70, ayudó a formar una Administración y tampoco se sintió mal por ello ... Era una prueba mágica y objetiva para los niños de que no estaban solos, de que en la calle Lafayette de Nueva York, si no en ningún otro sitio, había gente que sabía que había algo malo, falso y divertido en un mundo de refugios antiaéreos, guerra civil y sonrisas de dentífrico. La conciencia que Mad tenía de sí misma, como basura, como cómic, como enemiga de padres y profesores, incluso como empresa lucrativa, entusiasmaba a los niños. En 1955, tal conciencia posiblemente no se encontraba en ninguna otra parte. En una parodia de Mad, los personajes de cómic sabían que estaban atrapados en una tira. El "Pato Darnold", por ejemplo, empieza a preguntarse por qué sólo tiene tres dedos y tiene que llevar guantes blancos todo el tiempo. Acaba queriendo asesinar a todos los demás personajes de Disney. G.I. Schmoe intenta conquistar a la sexy asiática del Ejército Rojo diciéndole: "¡Muy bien, nena! ¡Eres toda mía! Te he dado la oportunidad de golpearme con la culata de una pistola... Pero, naturalmente, te has enamorado inmediatamente de mí, ya que soy un gran héroe de esta historia."

A menudo se atribuye a Mad el mérito de llenar un vacío vital en la sátira política de los años 1950 a 1970, cuando la Paranoia de la Guerra Fría y una cultura general de censura prevalecían en Estados Unidos, especialmente en la literatura para adolescentes. El activista Tom Hayden dijo: "Mi propio viaje radical comenzó con Mad Magazine" El auge de factores como la televisión por cable e Internet ha disminuido la influencia y el impacto de Mad, aunque sigue siendo una revista de amplia difusión. En cierto modo, el poder de Mad se ha visto anulado por su propio éxito: lo que era subversivo en las décadas de 1950 y 1960 es ahora algo habitual.[cita requerida] Sin embargo, su impacto en tres generaciones de humoristas es incalculable, como demuestran las frecuentes referencias a Mad en la serie de animación Los Simpson'.  El productor de Los Simpson Bill Oakley dijo: "Los Simpson han trasplantado la revista Mad. Básicamente, todos los que eran jóvenes entre 1955 y 1975 leían Mad, y de ahí venía su sentido del humor. Y conocíamos a toda esa gente, ya sabes, Dave Berg y Don Martin, todos héroes y, por desgracia, ahora todos muertos".  En 2009, The New York Times escribió: "Mad definió en su día la sátira estadounidense; ahora abuchea desde los márgenes mientras toda la cultura compite por el estatus de embaucador." El antiguo colaborador Al Jaffee describió el dilema a un entrevistador en 2010:  "Cuando Mad salió por primera vez, en 1952, era el único juego en la ciudad. Ahora, hay graduados de Mad que hacen The Today Show' o Stephen Colbert o Saturday Night Live. Toda esta gente creció con Mad. Ahora Mad tiene que superarlos. Así que Mad casi compite consigo misma". 
La red satírica de Mad era muy amplia. La revista parodiaba a menudo la cultura estadounidense actual, incluidas las campañas publicitarias, la familia nuclear, los medios de comunicación, las grandes empresas, la educación y el mundo editorial. En la década de 1960 y posteriores, satirizó temas en auge como la revolución sexual, los hippies, la brecha generacional, el psicoanálisis, la política de armas, la contaminación, la guerra de Vietnam y el consumo de drogas recreativas. La revista adoptó un tono generalmente negativo hacia las drogas de la contracultura, como el cannabis y la LSD, pero también atacó drogas convencionales como el tabaco y el alcohol. Mad siempre satirizó a los Demócratas tan despiadadamente como lo hizo con los Republicanos. En 2007, Al Feldstein recordaba: "Incluso solíamos criticar a los hippies. Protestaban contra la guerra de Vietnam, pero tomamos aspectos de su cultura y nos divertimos con ellos. Mad era muy abierta. A Bill le encantaba, y era un republicano capitalista. A mí me encantaba y era un demócrata liberal. Lo mismo ocurría con los guionistas: todos tenían sus propias inclinaciones políticas y todos tenían voz. Pero la mayoría de las voces eran críticas. Al fin y al cabo, era un comentario social".  Mad también publicó una buena cantidad de material menos tópico o polémico sobre temas tan variados como cuentos de hadass, canciones infantiless, Tarjetas de felicitación, deportes, charlas cortas, poesía, matrimonio, Tiras cómicas, galardones, coches y muchas otras áreas de interés general. 
En 2007, el Los Angeles Times Robert Boyd escribió: "Todo lo que realmente necesito saber lo aprendí de la revista Mad", pasando a afirmar:

Por supuesto, muchas cosas se me pasaron por alto, pero eso es parte de lo que la hace atractiva y valiosa. Las cosas que te pasan por alto pueden hacer que levantes la cabeza un poco más.

La revista me inculcó un hábito mental, una forma de pensar sobre un mundo plagado de fachadas falsas, letra pequeña, anuncios engañosos, trampas explosivas, lenguaje traicionero, dobles raseros, medias verdades, lanzamientos subliminales y colocación de productos; me advirtió de que a menudo yo no era más que el objetivo de personas que decían ser mis amigos; Me impulsó a desconfiar de la autoridad, a leer entre líneas, a no tomar nada al pie de la letra, a ver patrones en la construcción a menudo chapucera de películas y programas de televisión; y me hizo pensar críticamente de una manera que pocos seres humanos reales encargados de mi cuidado se molestaron alguna vez en hacer. <

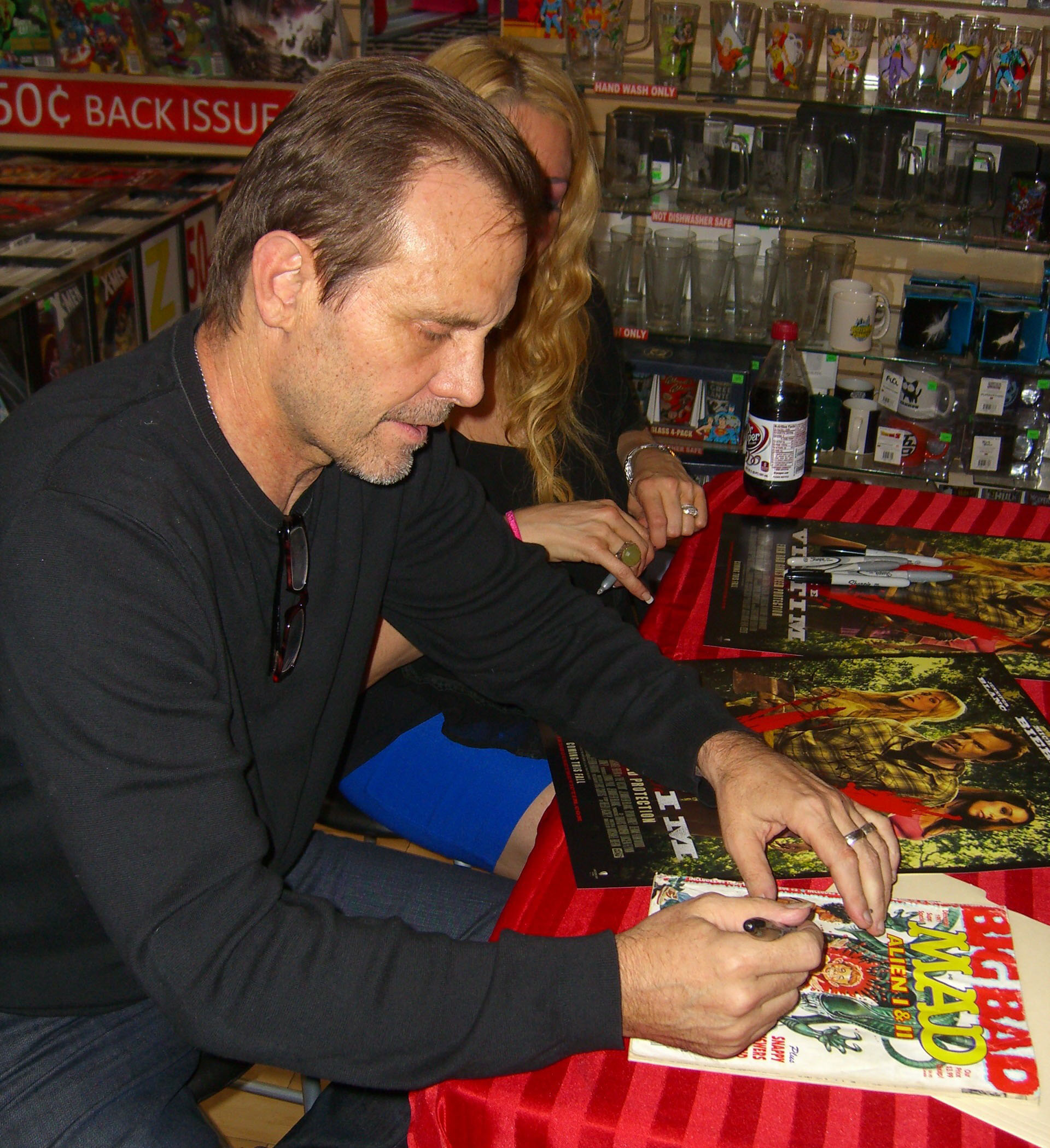
Actor Michael Biehn autografiando un ejemplar del número 268 de Mad (enero de 1987), que parodia la película de Biehn Aliens

En 1988, Geoffrey O'Brien escribió sobre el impacto que Mad tuvo en la generación más joven de los años cincuenta:

A estas alturas ya sabían que los panfletos de [supervivencia nuclear] mentían... Rod Serling sabía mucho más que Presidente Eisenhower.  Incluso había chistes sobre la bomba atómica en Mad, un humor de horca que comentaba su propia ghastliness: "¡El último ejemplo de este humor nauseabundo, de tipo reventado, es mostrar la explosión de una bomba atómica! Sin embargo, esta rutina, creemos, está dando paso a la imagen aún más hilarante de la bomba de hidrógeno". El regusto nervioso de aquel chiste se aclaró.  Fue una astilla clavada en la prosa cuidadosamente medida de la contraportada de algún libro de Mentor sobre el Hombre y su Destino... Al no encajar, una broma interrumpió momentáneamente el mundo. Pero después de la broma reconocías que era una broma y volvías al mundo integral que la broma había roto. Pero, ¿y si no se volviera nunca más, y la pequeña brecha se quedara allí y se convirtiera en todo?

En 1994, Brian Siano en The Humanist discutió el efecto de Mad en ese segmento de personas ya desafectadas de la sociedad:

Para los niños más listos de dos generaciones, Mad fue una revelación: fue la primera en decirnos que los juguetes que nos vendían eran basura, nuestros profesores unos farsantes, nuestros líderes unos tontos, nuestros consejeros religiosos unos hipócritas e incluso nuestros padres nos mentían sobre casi todo. Toda una generación tuvo a William Gaines como padrino: esa misma generación nos dio más tarde la revolución sexual, el movimiento ecologista, el movimiento pacifista, una mayor libertad de expresión artística y muchas otras cosas buenas. ¿Coincidencia? Juzguen ustedes.

## Ediciones internacionales
Ediciones extranjeras al día de hoy:
- Polonia, 2015–-presente.

Ediciones descontinuadas:
- Reino Unido, 1959–1994
- Suecia, 1960–1993, 1997–2002;
- Dinamarca, 1962–1971, 1979–1997, 1998–2002;
- Países Bajos, 1964–1996; 2011–2012;
- Francia, 1965, 1982;
- Alemania, 1967-95, 1998-2019;
- Finlandia, 1970–1972, 1982–2005
- Italia, 1971–1974, 1984, 1992–1993;
- Noruega, 1971–1972, 1981–1996, 2001–2003;
- Argentina, 1977–1982;
- México, 1977–1983, 1984–1986, 1993–1998; 2004–2010
- Caribe, 1977–1983;
- Grecia, 1978–1985, 1995–1999;
- Japón 1979–1980
- Australia, 1980–2022;
- Islandia, 1985; 1987–1988
- Taiwán, 1990;
- Canadá (Quebec), 1991–1992
- Hungría, 1994–2009;
- Israel, 1994–1995;
- Rumania, 1996–2010
- Turquía, 2000–2001
- Sudáfrica, 1985–2009;
- Brasil, 1974-1983, 1984-2000, 2000-2006; 2008-2017;
- España, 1974, 1975 (como Locuras), 2006–2016.

Argentina
En 1977, en la República Argentina, en pleno proceso militar, se editaron 60 números de la revista MAD, convenientemente traducidos al español. Osvaldo Ripoll fue su director, y según se cuenta, en esas épocas de extrema sensibilidad, un "chiste" tolerado en EE. UU., de tipo religioso, fue el detonante para que Ripoll tuviera que abandonar la Argentina, y la revista se fuera con él. Se recuerdan las ediciones argentinas, donde tuvo siempre cierto estatus debido a su origen norteamericano, y las múltiples y excelentes críticas al cine de aquella época.
México
En julio de 2004, en México, Mina Editores comenzó a publicar MAD (cabe mencionar que ya se había hecho antes, pero no por la misma editorial), y en ésta se alcanzó la cifra final de 111 números. En agosto de 2009 cumplieron 5 años (de forma quincenal).
En enero de 2010, con la edición #111 de la revista MAD México, se concluye su publicación debido a la falta de solvencia para recuperar la licencia por parte de la editorial, problemas económicos, falta de interés por parte de la Editorial Mina, así como falta de publicidad y otros  factores internos.
En enero de 2011, después de casi 11 meses sin publicar, la Editorial Televisa regresó con la publicación, cambiando el nombre a Revista Mad Latin.
España
En noviembre de 2006, Editorial Planeta empezó a publicar una versión de la revista MAD para España, con traducciones de cómics americanos y algo de material nuevo de dibujantes españoles, como Cels Piñol, David Ramírez, Carla Berrocal, Mike Bonales, Runtime-Error o JMV.

## Programa de televisión
Se realizó un programa llamado MADtv para el Canal FOX en Estados Unidos, emitido en vivo desde Nueva York. 
Ningún colaborador de la revista ha trabajado de manera directa con el programa televisivo, pues este contaba con su propio elenco y equipo de escritores.
El programa fue cancelado en 2009 por la FOX, siendo la última emisión el 16 de mayo de 2009. El elenco espera una continuación (aunque sea de otra cadena) en el futuro cercano.
Una serie animada con temas y personajes de la revista, producida por Warner Brothers fue emitida en Cartoon Network a partir del 9 de septiembre de 2010 hasta  su última emisión el 2 de diciembre de 2013. Cabe mencionar que en esta producción colaboraron los escritores de la revista, e incluye diversos estilos artísticos de los ilustradores de MAD. En Latinoamérica también se emitió por Cartoon Network. Esta serie trata de cortas escenas con muñecos representando cómicamente reconocidas películas y series de televisión. En resumen esta serie se "burla" (de una forma no tan ofensiva) de Hollywood, con una sátira más suave y enfocada de manera familiar debido a las políticas de Cartoon Network. En Latinoamérica es más conocida esta versión que la de FOX.